# Altri uomini
Altri uomini è un film del 1997 diretto da Claudio Bonivento.
Il soggetto è ispirato al libro autobiografico Io, il Tebano scritto dal criminale Angelo Epaminonda.

## Trama
Michele Croce è stato uno dei più importanti esponenti della malavita milanese della fine degli anni '70. Nel 1985 si trova rinchiuso in una cella di sicurezza. Decide di collaborare con la giustizia e di raccontare al magistrato la sua storia: quella di ragazzo del sud che dal nulla riuscì a divenire il re della criminalità di Milano.